# Artdirector
Ein Artdirector (auch Art-Direktor, engl. Art Director, Abkürzung AD, „künstlerischer Leiter“) ist die gängige Berufsbezeichnung für einen erfahrenen und leitenden Grafikdesigner. Auch wenn die Bezeichnung weder geschützt noch einheitlich zu definieren ist, setzt der Beruf normalerweise eine mehrjährige Ausbildung oder ein Studium und eine anschließende mehrjährige Berufserfahrung voraus.

## Aufgaben und Anforderungen
Ein Artdirector entwickelt allgemein gesprochen die künstlerische, (audio-)visuelle Umsetzung und begleitet dabei alle kreativen Produktionsvorgänge (z. B. Fotoaufnahmen, Filmdreh, Bühnenbild-Gestaltung, Animation, Layout etc.). Damit übernimmt er dann häufig auch die „künstlerische Verantwortung“ für einen Kunden oder eine Produktion.
Ein guter Artdirector zeichnet sich insbesondere durch ein hohes Maß an Kreativität, Team- und Führungsqualität sowie Produktionserfahrung aus. Eine der Hauptaufgaben eines Artdirectors ist es, die kreativen Potenziale mehrerer Mitarbeiter mit ihren individuellen Eigenheiten zu einer stilistischen Einheit zu verschmelzen.

## Begrifflichkeiten
Der Artdirector beginnt seinen beruflichen Werdegang als Junior Artdirector (JAD), und in manchen Unternehmen gibt es auch den Senior Artdirector (SAD). Weitere übliche Fachbezeichnungen sind unter anderem Assistant Art Director (AAD) oder Art Director of Photography (ADP).
Der Begriff Artdirector kommt aus dem Amerikanischen. Mit dem Wort art ist im Englischen meist die Angewandte Kunst im Gegensatz zu den fine arts, gleichbedeutend mit Kunst, gemeint. Die englischen Bezeichnungen werden sinngemäß seit den 1960er Jahren auch zunehmend in Deutschland verwendet, da sie sich international etabliert haben.